# Lymexylon navale
Lymexylon navale is een keversoort uit de familie Lymexylidae. De wetenschappelijke naam is gepubliceerd in 1758 door Linnaeus in de tiende editie van Systema naturae.